# Sindrome di Usher
La sindrome di Usher è una malattia genetica relativamente rara causata da una mutazione in uno qualsiasi tra 10 geni che producono una combinazione di sordità e degradazione della vista; essa è una delle principali cause della sordocecità. Al momento attuale la sindrome di Usher non è curabile.
Altri nomi con cui è conosciuta la sindrome di Usher sono: sindrome di Hallgren, sindrome di Usher-Hallgren, sindrome della retinite pigmentosa-dysacusis, e sindrome della distrofia retinica dysacusis.

## Eziologia
Questa sindrome è caratterizzata da sordità e da graduale perdita della vista. La sordità è dovuta a un difetto dell'orecchio interno, mentre la perdita della vista deriva dalla retinite pigmentosa (RP) una degenerazione delle cellule della retina. Di solito sono prima colpiti i bastoncelli della retina, con conseguente precoce cecità notturna e graduale perdita della visione periferica. In altri casi, si verifica la degenerazione precoce dei coni della macula, provocando una perdita della visione centrale. In alcuni casi, la visione foveale è risparmiata, dando origine alla “visione a ciambella”: la visione centrale periferica sono intatte, ma c'è una corona circolare intorno alla regione centrale dove la vista è mancante.
La sindrome di Usher si divide in tre sottocasi clinici, indicati come tipo I, II e III.
Le persone con Usher di tipo I hanno sordità profonda congenita e cominciano a perdere la vista nei primi dieci anni di vita. Hanno anche difficoltà di equilibrio ed hanno un ritardo nell'imparare a camminare, a causa di problemi con il sistema vestibolare. Le persone con Usher di tipo II non nascono sorde, pur avendo deficit uditivo. Esse non sembrano avere problemi di equilibrio significativi e cominciano a perdere la vista più tardi (nella seconda decade di vita) e possono conservare in parte la vista fino alla mezz'età. Le persone con Usher di tipo III non nascono sorde, ma subiscono una graduale perdita di udito e vista; possono o meno avere problemi di equilibrio.
La sindrome di Usher è una condizione variabile: il grado di severità non è collegato strettamente con il sottotipo, I , II o III. Ad esempio, soggetti di tipo III possono non avere sintomi nell'infanzia, ma andare incontro ad una sordità profonda ed una perdita della vista molto significativa dall'inizio a metà della vita adulta. Analogamente, un soggetto di tipo I, che è quindi sordo profondo dalla nascita, può mantenere una buona visione centrale fino ai sessant'anni o anche oltre. Le persone con sindrome di tipo II, che godono di un udito adeguato per mezzo di ausili uditivi, possono avere RP con un'ampia grado di severità. Alcuni possono mantenere una buona visione in lettura fino oltre i sessant'anni, mentre altri possono non riuscire più a leggere quando sono ancora nei quaranta.
Le sindromi di Usher di tipo I e II sono associate rispettivamente ad una mutazione di uno tra sei oppure fra tre differenti geni, mentre un'unica mutazione è stata collegata alla sindrome di tipo III. Dato che la sindrome di Usher viene ereditata secondo uno schema autosomico recessivo, maschi e femmine hanno uguale probabilità di ereditarla. La consanguineità dei genitori è uno dei fattori di rischio. I figli di genitori che sono entrambi portatori della stessa mutazione hanno una probabilità di 1 su 4 di ereditare la condizione, ed i figli sani di tali genitori hanno una probabilità di 2 su 3 di essere portatori. I figli di genitori dove solo uno è portatore non hanno il rischio di essere affetti, ma hanno una probabilità di 1 su 2 di essere portatori. Identificata per la prima volta nel 19o secolo, la sindrome di Usher fu la prima condizione che dimostrò che i fenotipi possono essere ereditati in tandem; sordità e cecità vengono ereditate insieme, ma non separatamente. Modelli animali di questa malattia umana (come il topo knockout ed il pesce zebra) sono stati sviluppati recentemente per studiare gli effetti di queste mutazioni geniche e per sperimentare possibili cure per la sindrome di Usher.

## Storia
La sindrome di Usher prende il nome dall'oftalmologo scozzese Charles Usher, che studiò la patologia e la trasmissione della malattia nel 1914 sulla base di 69 casi. 
Essa, però, fu descritta per la prima volta nel 1858 da Albrecht von Gräfe, un pioniere dell'oftalmologia moderna. Egli riportò il caso di un paziente sordo affetto da retinite pigmentosa, che aveva due fratelli con gli stessi sintomi. Tre anni dopo, uno dei suoi studenti, Richard Liebreich, passò in rassegna la popolazione di Berlino cercando casi di sordità associati a retinite pigmentosa. Liebreich notò che la sindrome di Usher è recessiva, perché i casi di combinazione di cecità-sordità si verificavano particolarmente nei figli nati da matrimoni tra consanguinei o in famiglie dove erano presenti pazienti in diverse generazioni. Le sue osservazioni fornirono le prime prove di trasmissione congiunta della cecità e sordità, dato che nessun caso isolato di una sola delle due venne trovato negli alberi genealogici.

## Sintomi e sottotipi

La sindrome di Usher viene ereditata attraverso uno schema autosomico recessivo. I geni coinvolti nella sindrome di Usher sono descritti qui di seguito.

La sindrome di Usher è responsabile della maggioranza dei casi di sordocecità.
Il termine sindrome fa riferimento alla presenza congiunta di sintomi multipli, in questo caso sordità e cecità. In Italia la frequenza della malattia è di circa 1 caso ogni 20'000 persone, negli Stati Uniti ogni 23'000, in Norvegia ogni 28'000 e di 1 caso ogni 12'500 in Germania. Le persone affette dalla sindrome di Usher rappresentano circa un sesto di tutte quelle colpite da retinite pigmentosa.
La sindrome di Usher viene ereditata secondo uno schema autosomico recessivo. “Recessivo” significa che entrambi i genitori debbono contribuire con il gene specifico perché la malattia appaia, e “autosomico” indica che il gene non si trova su uno dei cromosomi sessuali (X o Y), ma piuttosto in uno delle 22 altre paia (si veda l'articolo su genetica umana per maggiori dettagli).
La cecità progressiva dovuta alla sindrome di Usher deriva dalla retinite pigmentosa. In genere i fotorecettori cominciano a degenerare dalla periferia più esterna in direzione del centro della retina, compresa la macula. La degenerazione viene notata dapprima come cecità notturna (nictalopia); la visione periferica viene gradualmente persa, restringendo il campo visivo (visione a tunnel), ed in genere prosegue fino alla cecità completa. L'aggettivo “pigmentosa” esprime il fatto che aggregati di pigmento possono essere visibili con l'oftalmoscopio negli stadi avanzati della degenerazione.
Sebbene la sindrome di Usher è stata classificata clinicamente in modi diversi, l'approccio prevalente è quello di dividerla in tre sottotipi clinici chiamati Usher I, II e III in ordine decrescente di severità della sordità. Usher I e II sono le forme più comuni: la frazione di persone affette da Usher III è significativa solo in alcune aree geografiche specifiche, come la Finlandia o Birmingham. 
Come sopra descritto, questi sottotipi clinici possono essere ulteriormente suddivisi sulla base del particolare gene mutato; le persone con Usher I e II possono possedere, rispettivamente, uno su sei oppure uno su tre geni mutati, mentre un solo gene è associato con la Usher III. La funzione di questi geni è ancora poco compresa. La disabilità uditiva associata con la sindrome di Usher è stata meglio compresa: cellule ciliate nella coclea dell'orecchio interno danneggiate inibiscono che gli impulsi elettrici possano raggiungere il cervello.

### Sindrome di Usher I
Le persone con Usher di tipo I generalmente nascono sorde e spesso hanno difficoltà di equilibrio a causa dei problemi al sistema vestibolare. I bambini con Usher di tipo I sono generalmente lenti a sviluppare abilità motorie come il camminare. A livello mondiale si stima che la frequenza della sindrome di Usher I sull'insieme della popolazione complessiva sia da 3 a 6 ogni 100'000 persone.
La sindrome Usher I è causata da mutazioni in uno tra diversi geni: CDH23, MYO7A, PCDH15, USH1C e USH1G. Questi geni intervengono nello sviluppo e conservazione delle strutture dell'orecchio interno come le cellule ciliate (cellule acustiche), che trasmettono i segnali sonori e di movimento al cervello. Alterazioni in questi geni possono provocare l'incapacità a mantenere l'equilibrio (disfunzione vestibolare) e perdita d'udito. Questi geni giocano anche un ruolo nello sviluppo e nella salute della retina in quanto influenzano la struttura ed il funzionamento sia dei bastoncelli fotorecettori, sia delle cellule di supporto dette epitelio pigmentato retinico. Le mutazioni che colpiscono il funzionamento normale di questi geni possono provocare retinite pigmentosa e la conseguente perdita visiva.
È stato trovato che il tipo I è particolarmente comune nelle popolazioni di origine ebrea aschenazita (Europa centrale ed orientale) e francese acadiana (Luisiana).

### Sindrome di Usher II
Le persone con Usher II sono in genere duri di udito piuttosto che sordi ed il loro udito non degrada nel tempo; inoltre il loro sistema vestibolare è normale. La sindrome di Usher di tipo II è frequente almeno quanto quella di tipo I, ma poiché può essere mal diagnosticata o più difficile da rilevare, potrebbe in realtà essere fino a tre volte più comune del tipo I.
La sindrome di Usher di tipo II può essere causata da mutazioni in uno fra tre diversi geni: USH2A, GPR98 o DFNB31. La proteina codificata dal gene USH2A, usherina, è localizzata nel tessuto di sostegno dell'orecchio interno e della retina. La usherina è essenziale affinché queste strutture si sviluppino propriamente e nel tempo, il che può aiutare a spiegare il suo ruolo nelle deficienze di vista e udito. La localizzazione e funzione delle altre due proteine non sono ancora note.

### Sindrome di Usher III
A differenza delle precedenti, le persone con sindrome di Usher di tipo III manifestano una 'progressiva' perdita di udito e circa la metà ha disfunzioni vestibolari. La frequenza della sindrome di Usher di tipo III è altissima nella popolazione finnica, ma è stata notata raramente in altre etnie.
Mutazioni in un unico gene, CLRN1, sono state associate con la sindrome di tipo III. CLRN1 codifica la clarin-1, una proteina importante per lo sviluppo e la conservazione dell'orecchio interno e della retina. In ogni caso, sia la funzione della proteina in queste strutture che il meccanismo con cui la sua mutazione provochi perdita di udito e di vista non sono stati ancora ben compresi.

## Diagnosi differenziale
Siccome la sindrome di Usher è per il momento incurabile, sarebbe utile diagnosticare i bambini ben prima che sviluppino la caratteristica cecità notturna. Alcuni studi preliminari hanno suggerito che fino al 10% dei bambini con sordità congenita siano affetti da sindrome di Usher. Purtroppo una diagnosi errata può avere gravi conseguenze.
L'approccio più semplice per diagnosticare la sindrome di Usher consiste nella ricerca delle caratteristiche mutazioni cromosomiche. Una via alternativa è l'elettroretinografia, anche se questa mal si applica ai bambini, in quanto disagevole con il rischio che i risultati siano inaffidabili. La consanguineità dei genitori è un fattore significativo nella diagnosi. La sindrome di Usher I può essere riconosciuta se il bambino ha sordità profonda ed ha ritardo nell'imparare a camminare.
Ci sono altre 13 sindromi che possono presentare sintomi simili alla sindrome di Usher, tra cui la sindrome di Alport, la sindrome di Alström, la sindrome di Bardet-Biedl, la sindrome di Cockayne, la Displasia Spondiloepifisaria congenita, la sindrome di Flynn-Aird, l'atassia di Friedreich, la malattia di Hurler (MPS-1), la sindrome di Kearns-Sayre (CPEO), la sindrome di Norrie, l'Osteopetrosi (malattia di Albers-Schonberg), la malattia di Refsum (malattia da accumulo di acido fitanico), la sindrome di Zellweger (o sindrome cerebroepatorenale).

## Geni associati alla sindrome di Usher
Diversi geni sono stati associati alla sindrome di Usher per mezzo dell'analisi del rapporto di linkage nelle famiglie dei pazienti (v. Tavola 1) e il sequenziamento del DNA dei loci identificati. 
Una mutazione in uno qualunque di questi geni è probabile che corrisponda alla sindrome di Usher. I sottotipi clinici Usher I e II sono associati in uno tra sei (USH1B-G) e tre geni (USH2A, C-D), rispettivamente, mentre solo un gene (USH3A) è stato collegato alla Usher III fino ad oggi. Altri due geni, USH1A e USH2B, sono stati inizialmente associati con la sindrome di Usher, ma USH2B non è stato verificato eUSH1A non era stato correttamente identificato e non esiste. La ricerca in quest'area è tuttora in corso.
Utilizzando le tecniche di analisi delle interazioni, si può mostrare che i prodotti dei geni identificati interagiscono tra loro con uno o più complessi di proteine più grandi. Se uno componente viene a mancare, l'intero complesso di proteine non può eseguire la sua funzione nella cellula in vivo, e probabilmente porta alla sua degenerazione. È stato suggerito che questo complesso di proteine partecipi nella trasduzione dei segnali oppure nell'adesione cellulare delle cellule sensoriali.

## Possibilità di terapia genica
Dato che la sindrome di Usher deriva dalla perdita di un gene, una terapia genica che opportunamente ripristini la proteina può aiutare, a condizione che la proteina inserita divenga funzionale. Recenti studi con cavie geneticamente modificate hanno dimostrato che una forma della malattia - quella associata con una mutazione della miosina VIIa - può essere ridotta rimpiazzando il gene mutante per mezzo di un lentivirus.
In ogni caso, alcuni dei geni mutanti associati con la sindrome di Usher codificano proteine molto grandi - principalmente le proteine USH2A e GPR98, che sono costituite da circa 6000 amminoacidi. La terapia genica per proteine così grandi può essere difficoltosa.
Nel 2025 si è registrato il primo caso al mondo di recupero della vista su un paziente di 38 anni affetto dalla sindrome di Usher di tipo 1B, dopo un anno dalla somministrazione della terapia genica.